# Ganjgāh
Ganjgāh (persiska: گنجگاه, جَنچای, جَندچای, كَندژَ, جَند چای) är en ort i Iran.   Den ligger i provinsen Ardabil, i den nordvästra delen av landet, 400 km nordväst om huvudstaden Teheran. Ganjgāh ligger 1 284 meter över havet och antalet invånare är 750.
Terrängen runt Ganjgāh är kuperad norrut, men söderut är den platt.Runt Ganjgāh är det ganska glesbefolkat, med 38 invånare per kvadratkilometer. Närmaste större samhälle är Karandaq, 13,1 km nordost om Ganjgāh. Trakten runt Ganjgāh består i huvudsak av gräsmarker.